# これだけ読めば戦は勝てる
『これだけ読めば戦は勝てる』（これだけよめばいくさはかてる）は、1941年に大本営が発行した、台湾軍 (日本軍)研究部（第82部隊）の研究成果をまとめた小冊子。上陸作戦と熱地作戦を特色とした南方作戦での戦闘方法や、作戦地域となる南方諸国の軍事事情・兵要地理、兵器・給養・衛生等の調査研究結果を主な内容とし、太平洋戦争の開戦時、南方作戦のため各地へ向かう輸送船に乗船する将兵に配布された。ノモンハン事件以降顕在化していた兵器・装備面での劣勢への言及を忌避し精神的要素を強調する視点や、捕虜の取扱いや国際法の遵守に言及がないことが特徴として指摘されている。

## 台湾軍研究部
1940年12月25日、大本営は、上陸作戦と熱地作戦を特色とする南方作戦の準備のため、現地での研究機関として台湾軍司令部内に研究部を設置し、翌1941年1月18日に、同研究部に対して、南方作戦に必要な、諸兵種の戦闘方法、南方諸国の軍事事情・兵要地理ならびに兵器・経理・給養・衛生防疫に関する事項の研究・調査・試験を行い、同年3月末までに報告するよう指示した。
台湾軍研究部は、大本営および関係する軍団・官庁、学校、南方関係の民間商社などと密接に連絡しながら、調査・研究業務に専念した。特に台湾総督府とその管下で10数年前から南方調査を続けてきた南方協会、台北大学（医学部・気象部）、石原鉱業等の協力が貢献大だった。また南方遍歴直後の大谷光瑞師から事情を聞いたり、南方海洋での航海歴の長い諸船長から海洋気象や予想上陸点付近の状況を確認したりもした。
軍情調査については成果が上がらなかった。

### 海南島演習
1941年6月下旬、研究成果を検証するための実地演習が、研究部の主宰により海南島で実施され、歩兵1大隊・砲兵1中隊基幹の部隊が、敵前上陸に引き続き、自動車・自転車による熱地長距離踏破の機動演習を行った。

## これだけ読めば戦は勝てる
台湾軍研究部は1941年7月頃閉鎖された。台湾軍研究部による調査・研究および海南島での演習の結果は、『部外秘 これだけ讀めば戦は勝てる』と題した小冊子にまとめられ、太平洋戦争の開戦にあたり、南方作戦のため輸送船に乗船する部隊の将兵に配布された。
冊子の大きさは縦12.5センチ、横9.0センチで、目次を含めておよそ80頁。冊子内容は全18節からなる。
台湾軍研究部で指導的役割を務めていた辻政信は、冊子について「山のやうな広汎多岐な研究内容を要約して、型破りの平易な口語文とし、熱い窮屈な船の中で、寝転びながら兵隊にも肩が凝らずに読めるやう編纂した」と回想している。
内容は、"聖戦"の目的から日常生活に至るまで、熱帯地域での戦闘法やジャングルでの生きのび方、さらにはその土地のものを食べてやっていく方法などにも言及している。

### 精神論への逃避
同冊子では、英軍について、
と評価しており、小谷 (2008, pp. 53–54)は、日本陸軍はノモンハンの戦いで機械化等の部隊の近代化の遅れに気付いていたため、兵器・装備面の優劣からは目をそらして精神的要素を強調する精神論に陥りがちになっており、同書でも兵器・装備の優劣よりも、敵軍の将兵の士気の低さや本国兵や現地兵との不協和など精神面での弱点が強調されている、と指摘している。

### これだけ読んでは"戦犯"になる
また同冊子は、「土人（ママ）を可愛がれ、併し過大な期待はかけられぬ」「仇なす仇は挫くとも罪なきものは慈しめ」とする一方で、
として、別項目では「逃げる敵に止めを刺す」方法にも言及している。他方で、住民が通敵していた場合や投降兵の取扱いには言及がないため、茶園 (1988, pp. 5–6)は、辻や大本営はハーグ条約やジュネーヴ条約の存在を知っていたはずだが、その内容を将兵には教育・啓蒙していないため、この小冊子の戦後名としては『これだけ読んでは"戦犯"になる』が相応だろう、としている。

## 冊子全文
アジア歴史資料センター Ref.C14110549200-C14110551100 『これだけ読めば戦は勝てる』（防衛省防衛研究所）
- 「表紙」
- 「目次」
- 「一. 南方作戦地方とはどんな所か」
- 「二. 何故戦はねばならぬか、又如何に戦ふべきか」
- 「三. 戦争はどういふ経過を辿るか」
- 「四. 船の中ではどうするか」
- 「五. 上陸戦闘」
- 「六. 熱地の行軍」
- 「七. 熱地の宿営」
- 「八. 捜索警戒」
- 「九. 戦闘」
- 「十. 瓦斯防護」
- 「十一. 通信兵の為に」
- 「十二. 自動車兵の為に」
- 「十三. 兵器を愛せ」
- 「十四. 給養」
- 「十五. 衛生」
- 「十六. 馬衛生」
- 「十七. 特殊地形の行動」
- 「十八. 結び」